# Toepolev Tu-154
De Toepolev Tu-154 (Russisch: Туполев Ту-154) (NAVO-codenaam: Careless) is een driemotorig passagiersvliegtuig van de Russische vliegtuigontwerper Toepolev. Het toestel maakte zijn eerste vlucht op 4 oktober 1968 en was bedoeld ter vervanging van de verouderde Toepolev Tu-104, Antonov An-10 en Ilyushin Il-18. Het toestel is zo gebouwd dat het geschikt is om te starten en te landen op een onverharde landingsbaan. Tot begin 21e eeuw was dit het belangrijkste verkeersvliegtuig van Rusland. In 2005 maakte Toepolev bekend de productie te zullen staken. Een jaar later werd het laatste toestel afgeleverd aan de maatschappij Kuban Airlines met als registratie RA-85123. Het vliegtuig is 37 jaar in productie geweest, het is daarmee een van de langst gebouwde toestellen.

## Het ontwerp
De Tu-154 heeft een zeer robuust ontwerp. Hoewel het toestel relatief klein is beschikt het over een landingsgestel met veertien wielen. Daardoor is het mogelijk om het toestel vanaf onverharde banen en sneeuw te gebruiken. De oorspronkelijke Tu-154 had Kuznetsov NK-8-2-straalmotoren in dezelfde opstelling als de Boeing 727. Een opvallend kenmerk zijn de opbergplaatsen voor het landingsgestel die achter de vleugel uitsteken om genoeg ruimte te maken voor de wielpoten met elk zes wielen.

## Varianten
Er zijn veel verschillende varianten van dit toestel gebouwd. Hieronder volgt een overzicht van de verschillende versies.

### Tu-154
De Tu-154 is de oorspronkelijke versie van het toestel; deze versie kwam in 1972 bij Aeroflot in dienst.

### Tu-154A

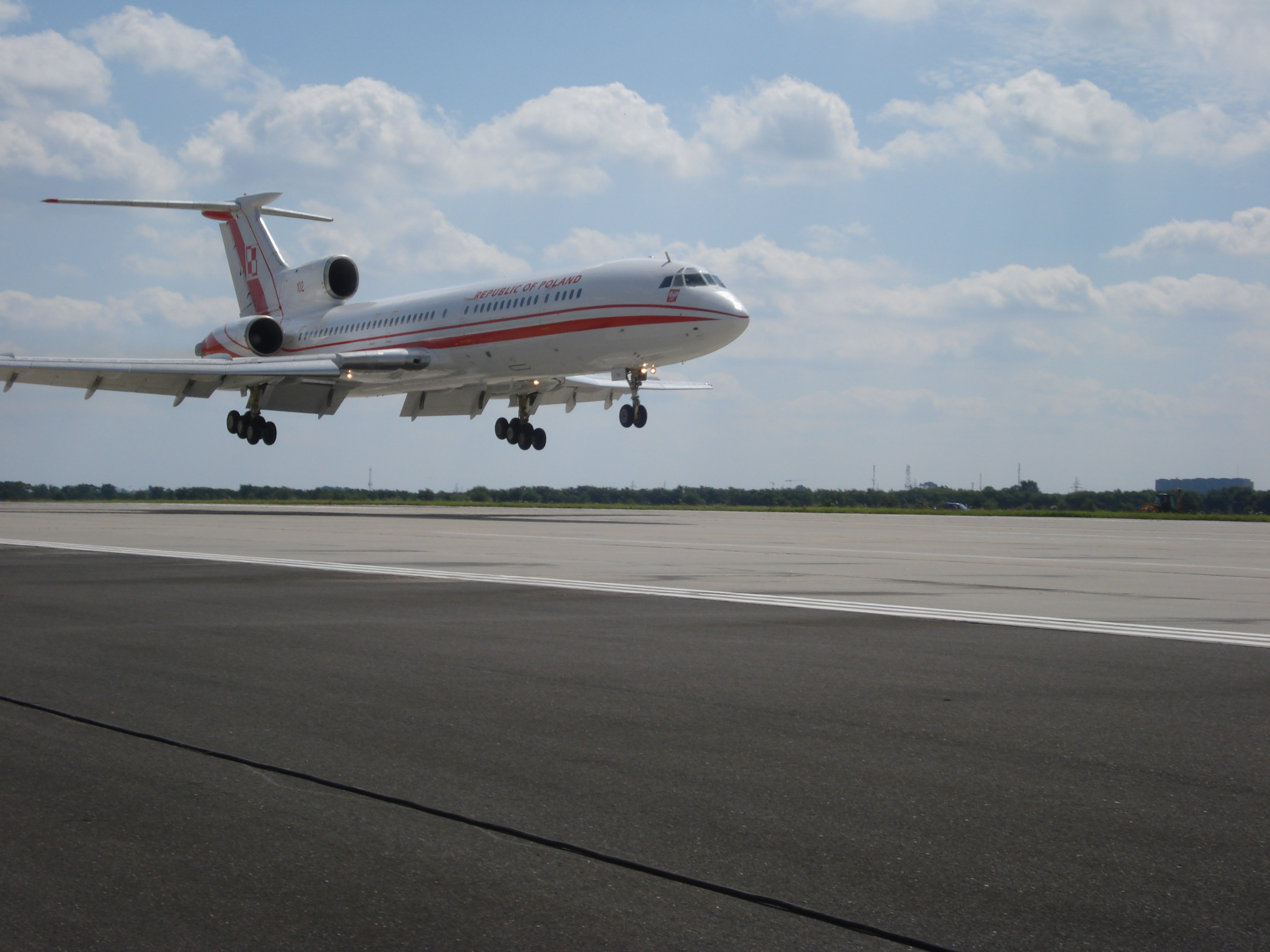
Een Poolse Toepolev Tu-154M

Toepolev Tu-154

De Tu-154A heeft krachtigere motoren dan de oorspronkelijke Tu-154.

### Tu-154B
De Tu-154B is een variant op de Tu-154A met een verhoogd maximum startgewicht.

### Tu-154S
De Tu-154S is een vrachtversie van de Tu-154B.

### Tu-154B-1
Deze versie is een verbeterde versie van de Tu-154B met verbeterde motoren en een modernere cockpit.

### Tu-154B-2
Dit is een versie van de Tu-154B-1 met een navigatiesysteem naar westerse standaarden.

### Tu-154C
De Tu-154C is een vrachtuitvoering van de Tu-154B-2.

### Tu-155 / Tu-156
Deze twee types hebben dienstgedaan als experimentele vliegtuigen voor het testen van waterstof en aardgas als vliegtuigbrandstof. Bij de Tu-155 draaide alleen de middelste motor op een van deze brandstoffen, bij de Tu-156 draaiden alle drie de motoren erop.

### Tu-154M

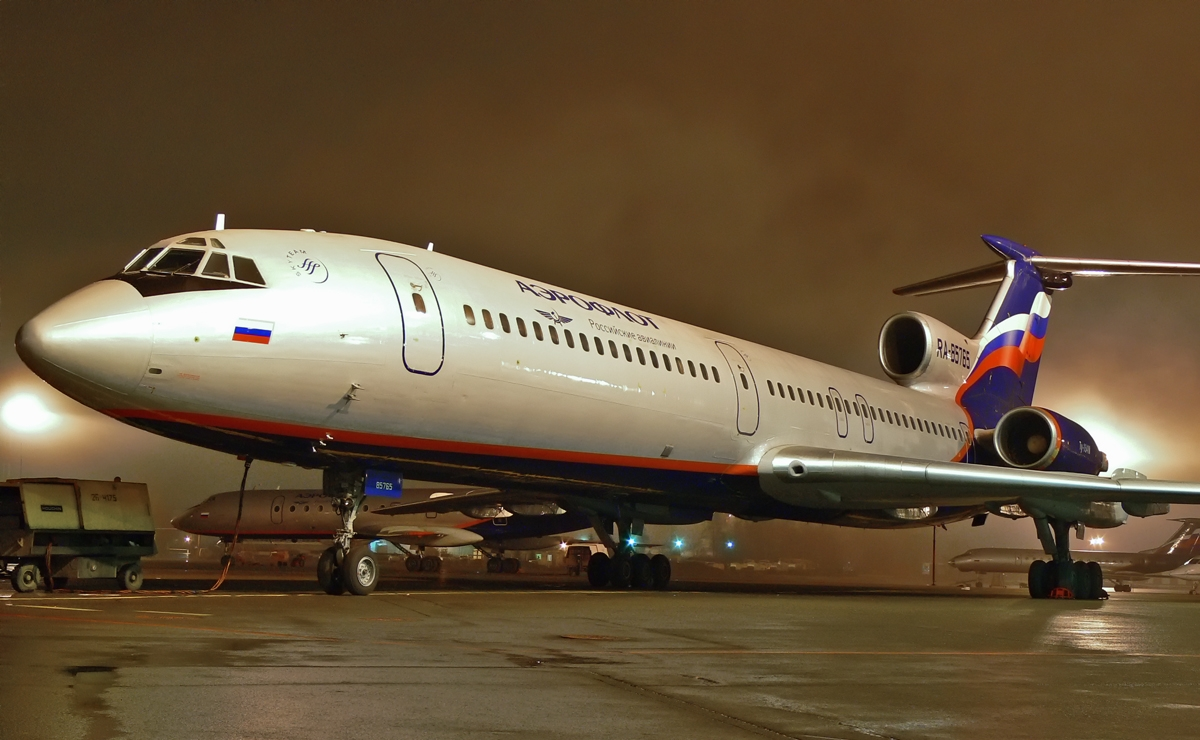
Toepolev Tu-154M

De Tu-154M was sinds 1982 het productietoestel. Het toestel beschikt onder andere over Perm(voorheen Soloviev Design Bureau en Aviadvigatel) D-30KU-motoren die stiller, zuiniger en milieuvriendelijker zijn dan hun voorgangers. Bij Aeroflot staat dit toestel te boek als zeer betrouwbaar. De oorspronkelijke naam voor dit toestel was Toepolev Tu-164.

### Tu-154M-LK-1
Dit is een VIP-transport-versie van de Tu-154M. Het beschikt onder andere over een luxe interieur.

### Tu-154M-2
Benaming voor een tekentafelversie met twee Perm PS-90A-motoren en een geheel vernieuwde cockpit.

## Gebruikers

### Huidige gebruikers
In januari 2017 zijn er 44 actieve Tu-154 vliegtuigen in gebruik. De huidige gebruikers zijn:
| Vliegmaatschappij                          | Aantal |
| ------------------------------------------ | ------ |
| Air Koryo                                  | 1      |
| ALROSA                                     | 1      |
| Strijdkrachten van de republiek Kazachstan | 1      |
| Federalnaja sloezjba bezopasnosti          | 2      |
| Gromov-instituut voor luchtvaartonderzoek  | 1      |
| Luchtmacht van het Volksbevrijdingsleger   | 12     |
| Russische luchtmacht                       | 16     |
| Russisch ministerie van Binnenlandse Zaken | 4      |
| Russische Marine                           | 2      |
| Slovak Government Flying Service           | 1      |
| Kosmonautentrainingscentrum Joeri Gagarin  | 1      |
| Totaal                                     | 44     |